# Regional Transportation District

Logo de RTD.

Le Regional Transportation District, communément appelé RTD, est l'autorité régionale d'exploitation des services de transport collectif dans huit des douze départements de la région de Denver dans l'État américain du Colorado. Organisé en 1969, il couvre une zone de 6 100 km2 et sert 2,87 millions de personnes. RTD est régi par un Conseil d'Administration de 15 personnes. Les administrateurs sont élus pour un mandat de quatre ans et représentent un quartier d'environ 180 000 personnes.

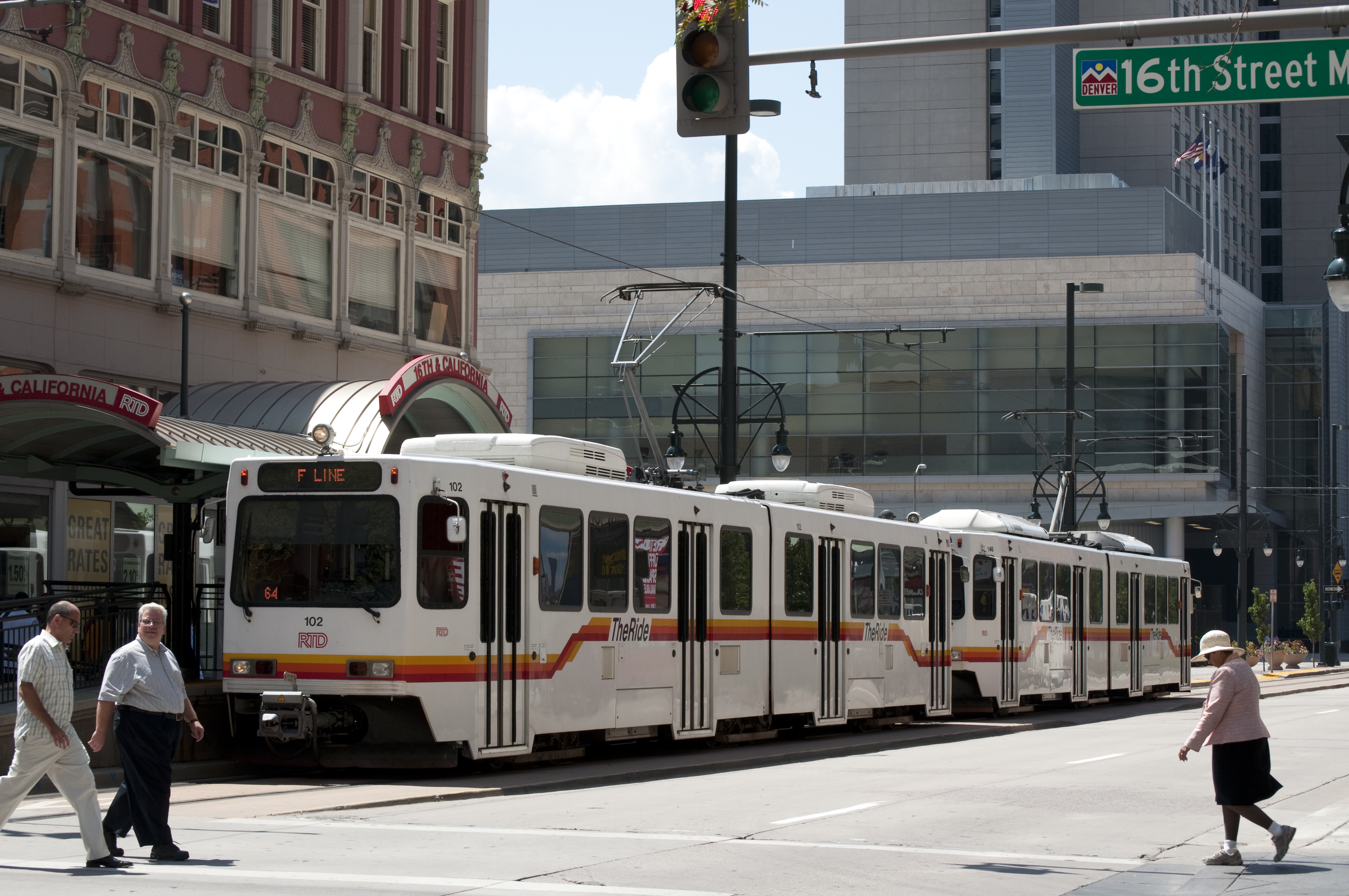
Un tramway de la ligne F du Métro léger de Denver.

RTD exploite actuellement un réseau de bus et tramway qui dessert une zone de 6 050 km2. Il emploie 2664 personnes et a assuré 105 millions de déplacements en 2014. Son coût d'exploitation était de 460,2 millions de dollars en 2014. Google a les horaires RTD jointes à son carnet de voyage, et des applications mobiles sont désormais disponibles pour l'iPhone et d'autres plates-formes numériques.
RTD est en train de construire FasTracks (en), un projet d'extension du transport en commun qui va ajouter 196 km de nouvelles lignes de trains de banlieue et de tramway, 29 km de bus à haut niveau de service, 21 000 nouvelles places de stationnement à des gares et des arrêts de bus, afin d'améliorer le service de bus à travers les huit comtés du district.